# الجمعية الإسلامية (غزة)
الجمعية الإسلامية بغزة جمعية أهلية خيرية إسلامية، لها عدة فروع في غزة، تأسست عام1396 هـ - 1976م. كجمعية خيرية مرخصة.

## التأسيس
الجمعية الإسلامية من أوائل الجمعيات الخيرية العاملة في قطاع غزة حيث بدأت العمل منذ عام 1976م، بدأها ثلةٌ من الدعاة والخيريين من أبناء الشعب الفلسطيني المخلصين لتقديم خدمات إغاثية ومساعدات لأبناء هذا الشعب المرابط، حتى أصبحت منارة ورمزاً من رموز الخير مثل المؤسس خليل القوقا القيادي البارز في حركة المقاومة الإسلامية (حماس) .

## شخصيات مرتبطة
تقريباً لا يوجد داعية إسلامي في غزة لم يرتبط إسمه بالجمعية وخصوصاً أبناء ومؤسسي حركة المقاومة الإسلامية حماس، ومنهم :
- أحمد ياسين
- حماد الحسنات
- خليل القوقا

وغيرهم الكثير.

## أهداف
تسعى الجمعية إلى تخفيف معاناة الشعب الفلسطيني في قطاع غزة، وتأهيله مادياً ومعنوياً عبر تبنيها للعديد من البرامج والأنشطة الإغاثية والتنموية بجودةٍ عاليةٍ، وهي تستهدف جميع مكونات وشرائح المجتمع الفلسطيني ذكوراً وإناثاً دونما تمييزٍ بما يحفظ لهم كرامتهم وينشر قيم العدالة الاجتماعية بينهم من خلال العلاقة الوطيدة مع المؤسسات الرسمية والأهلية محلياً ودولياً.

## أهميتها
هي الآن من الجمعيات الأساسية التي يعتمد عليها الشعب الفلسطيني في قطاع غزة اعتماداً كبيراً، حيث تمد يدها لمساعدة الأسر المستورة، والأيتام، والأرامل، وتساهم في تخفيف المعاناة عن الشعب المحاصر، وهي لا تألوا جهداً في الوقوف بجانب كل المحتاجين.

## مشاريع إغاثية
تنفذ المشاريع الإغاثية باستمرار، إضافة إلى توزيع الهدايا في كل مناسبة، كما توزع الأضاحي في عيد الأضحى من كل عام إضافة إلى ذلك فإن الجمعية بفروعها العشرة الممتدة عبر قطاع غزة تقوم بفتح رياض الأطفال التي تعنى بالتربية ورعاية الأطفال وفق الأصول لتهيئتهم للدخول في المدارس النظامية، كما تركز فيها على تحفيظ القرآن الكريم وترسيخ القيم والمفاهيم السليمة، وتعتبر رياض الأطفال التابعة للجمعية الإسلامية من الرياض المتميزة في قطاع غزة.

### قطاع الشباب
كما أن الجمعية الإسلامية أولت قطاع الشباب رعاية خاصة، فقد اهتمت بهم اهتماماً بالغاً ثقافياً وأخلاقياً واجتماعياً ورياضياً، من أجل بناء مجتمع أفضل فهم عدة المجتمع ومستقبله وأمله؛ حيث قال فيهم رسول الله ﷺ:"نصُرت بالشباب"، لذا فقد أسست الجمعية نادي الصداقة الرياضي ليهتم بهم في مجال الرياضة بكافة أنواعها ويقدم لهم المشاريع المفيدة والمحاضرات القيمة، من أجل بناء العقول الواعية المدركة لدينها وعقيدتها وقيمها، وقد حصل النادي على كثير من البطولات.

### مشاريع التنموية
كما أن الجمعية تقيم المشاريع التنموية المتنوعة من أجل المساهمة في الاستمرار بالمشاريع الخيرية وتخفيف الأعباء عن كاهل شعبنا.

### مشاريع صحية
ولم تنس الجمعية المجال الصحي فقد خاضت غماره بافتتاح المركز الطبي التعاوني الخيري، إضافة إلى عدد من المراكز الطبية التي تقدم خدماتها للجمهور بأسعار رمزية للعامة، ومجاناً للمحتاجين، لدعم صمود وثبات شعبنا ومساعدته أيضاً في هذا الميدان حيث العقل السليم في الجسم السليم، وتسعى الجمعية لتطويره ليخدم الناس بصورة أفضل بإذن الله تعالى، كما أن هناك عدداً من المراكز الطبية التابعة لفروع الجمعية في أنحاء القطاع.
وتسعى الجمعية دائماً لتكون الرائدة في كل المجالات العاملة بها الخيرية والتربوية والصحية والرياضية والتنموية.

## لجان الجمعية
هيكلية كبيرة للجمعية تضم عدة لجان منها:

### اللجنة الاجتماعية
تعتبر اللجنة الاجتماعية من أبرز لجان الجمعية حيث تقوم بتنفيذ العديد من المشاريع الخيرية والإنسانية التي تخدم المجتمع وتقديم المساعدات المالية والعينية للفقراء والمحتاجين والعاطلين عن العمل والجرحى وأسر الأسرى وغيرها ومن هذه المشاريع:
1. مشروع كفالات الأيتام
حيث تكفل الجمعية الإسلامية في مدينة غزة (2300) يتيم من أبناء فلسطين.
2. مشروع كفالة الأسر الفقيرة
تمكنت الجمعية بفضل الله تعالى من تقديم كفالة لـ(632) أسرة فقيرة بمدينة غزة بمعدل (300) شيكل شهرياً خلال عام 2009م.
3. مشروع الأضاحي :
تم تنفيذ مشروع الأضاحي لعام 2009م بالتعاون مع تجمع المؤسسات الخيرية حيث بلغ عدد المستفيدين من المشروع ما يزيد عن (64000).
4. مشروع الحقيبة المدرسية والزي المدرسي:
وقد استفاد من هذا المشروع عدد كبير من طلبة المدارس حوالي (3500) طالب وطالبة وقد تم بالتنسيق مع المدارس، ومع تجمع المؤسسات الخيرية.
5. مشاريع رمضان الخيرية
حيث تنفذ مشاريع متنوعة في شهر رمضان المبارك حيث تقوم الجمعية بتوزيع طرود غذائية كثيرة جداً، كما يتم توزيع زكاة المال والفطر في شهر رمضان من كل عام، وفي العام الماضي 2009 قامت الجمعية الإسلامية بعمل إفطار جماعي حضره أكثر من ستة ألاف صائم، كما تقوم بتوزيع اللحوم والدحاج على الأسر المحتاجة، حيث بلغ عدد المستفيدين من مشاريع رمضان لعام 2009م حوالي (13176) في مدينة غزة.
6. وهناك مشاريع أخرى تنفذها الجمعية الإسلامية مثل:
مشاريع معونة الشتاء:
- مشروع المساعدات الإنسانية العاجلة
- مشروع مساعدة الطالب الفقير
- مشروع مساعدة المريض الفقير
- مشروع مساعدة المتضررين من الحرب
- مشروع مساعدة الشباب في الزواج وحفل الزفاف الجماعي
- مشروع المخيمات الصيفية وغيرها.

### اللجنة الصحية
أنشأت الجمعية الإسلامية المركز الطبي التعاوني الأول بمدينة غزة عام (1995م) إيماناً منها بأهمية النواحي الصحية كونها مطلب أساسي للمجتمع وللتخفيف من معاناة أبناء شعبنا حيث تقدم الجمعية العديد من الخدمات الصحية من خلال ذلك المركز وكذلك المساعدة يف تكاليف السفر لعلاج بالخارج لهؤلاء المرضى من أبناء شعبنا المحاصر.

### رياض الأطفال
تشرف وتدير الجمعية الإسلامية أكثر من (10) رياض أطفال في مدينة غزة والتي يعمل فيها أكثر من (95) ما بين ناظرات ومدرسات وآذنة ذوات الكفاءة العالية والمؤهلات المتخصصة في مجال تربية الأطفال وقد بلغ عدد الطلاب يف تلك الرياض أكثر من (2100) طالب وطالبة.

### اللجنة التربوية والثقافية
تعتني اللجنة برفع المستوى الثقافي المختلف لشرائح المجتمع والمساهمة في إعداد برامج المخيمات الصيفية التي تقيمها الجمعية سنوياً. عبر البرامج الثقافية المتنوعة مثل المحاضرات والندوات والأمسيات واللقاءات والاحتفالات كما تسعى اللجنة جاهدة في رفع كفاءة الكوادر العامة في فروع الجمعية عبر عقد الدورات التدريبية الإدارية والفنية والتنمية البشرية.

### اللجنة الرياضية
تشرف اللجنة الرياضية على نادي الجمعية الإسلامية (نادي الصداقة الرياضي) الذي يعتبر من مؤسسي الحركة الرياضية في قطاع غزة، ويضم بين جنباته العديد من الفرق الرياضية المختلفة والتي حصدت الكثير من البطولات المحلية والعربية، ويعتبر الرائد في محاكاة الأندية العربية والعالمية حيث يمتلك دون غيره من الأندية المحلية مسبحاً نصف أولمبي وحماماً للساونا والبخار، بجانب العديد من القاعات والمرافق كما ويلحق به صالة السعادة للأفراح المؤتمرات، والقاعة الرياضية(ألعاب القوى) التي تشتمل على أحدث الأجهزة الرياضية.

## أهم الإنجازات حتى عام 2013
1. إنشاء مبنى المقر الرئيس للجمعية – غزة.
2. إنشاء دار الفضيلة للأيتام بمدينة رفح ( التي دمرها الاحتلال خلال الحرب الأخيرة علي قطاعنا الحبيب).
3. إنشاء عدد من المخابز الخيرية بمختلف مناطق القطاع.
4. إنشاء مطبعة خيرية بمدينة رفح.
5. الانتهاء من المرحلة الثانية من بناء نادي الصداقة الرياضي
6. إنشاء ملتقى اليتيم بمدينة جباليا البلد.
7. إنشاء عدد من محلات السوبر ماركت في مختلف مناطق القطاع.
8. إنشاء مركز الرازي الطبي بالنصيرات.
9. عمل عدة محطات لتحلية المياه في الجمعية وفروعها.
10. بناء مدرسة النور بالقرى الشرقية ( والتي تضررت بصورة كبيرة أثناء الحرب الصهيونية علة قطاعنا الحبيب).
11. إنشاء مبنى مقر الجمعية ببيت لاهيا.
12. إنشاء دار الدعوة الإسلامية بكل من رفح وخان يونس.
13. إنشاء مركز النور الطبي بالقرى الشرقية ( والذي دمره الاحتلال الصهيوني خلال الحرب الأخيرة).
14. المساهمة في إتمام بناء العديد من المساجد في مختلف مناطق القطاع.
15. إنشاء مركز العلاج الطبيعي بمدينة رفح.
16. توزيع عدد من سيارات الإسعاف على بعض المستشفيات والجمعيات الخيرية بالقطاع.
17. إنشاء صالة السعادة للأفراح والمؤتمرات وجميع المناسبات.
18. إتمام وتشطيب مبنى نادي الجمعية، والذي يعتبر أكبر منشأة رياضية تملكها الجمعية، حيث يحتوي على مسبح نصف أولمبي، وصالات رياضية لمختلف الفرق، وقاعة للاجتماعات، وملعب، وصالات للساونا والبخار وتخسيس الوزن، ومصلى.

## فروع وهيكلية
| 1. المقر الرئيسي 2. فرع النصيرات 3. فرع بيت حانون 4. فرع بيت لاهيا 5. فرع جباليا البلد | 1. فرع جباليا المعسكر 2. فرع القرارة 3. فرع القرى الشرقية 4. فرع خانيونس 5. فرع رفح 6. نادي الصداقة الرياضي |

## روابط خارجية
- الموقع الرسمي للجميعة بغزة
- موقع الجمعية - فرع جباليا
- موقع الجمعية - فرع النصيرات
- نادي الجمعية الإسلامية - غزة